# Tudhaliya IV

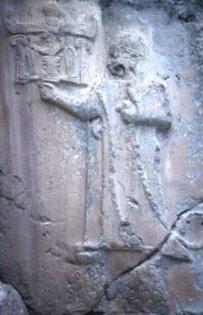
Tudhaliya IV (relief i Hattusa).

Tudhaliya IV var en hettitisk kung (cirka 1265-ca 1215 f.Kr.). Han efterträdde sin far Hattusili III. Tudhaliya var den siste betydande kungen innan det hettitiska riket gick under. Tudhaliya fullföljde sin fars återuppbyggnad av huvudstaden Hattusa och lät fullfölja klipphelgedomen Yazılıkaya. Han förde krig mot assyrerna och olika grannfolk i mindre Asien.

## Fotnoter
1. ↑  Nationalencyklopedin, på internet, besökt 16 december 2009, uppslagsord: Tudhaliya IV